# Frank Thornton
Pour les articles homonymes, voir Thornton.
Frank Thornton, né le 15 janvier 1921 à Dulwich et mort le 16 mars 2013 à Barnes, est un acteur britannique. Il est essentiellement connu grâce à son rôle de Capitaine Peacock dans la série télévisée Are You Being Served? et sa suite Grace & Favour, mais aussi à celui de Truly dans la série Last of the Summer Wine.

## Biographie
De son nom complet Frank Thornton Ball, il commence une carrière dans les assurances après avoir quitté l'école Alley's School de Dulwich. Cependant, insatisfait par ce métier auquel il n'aspire guère, il suit des cours du soir avec la perspective de devenir acteur à la London School of Dramatic Art. Après deux ans d'efforts dans le domaine des assurances et d’assiduité dans son apprentissage des arts de la scène, il devient étudiant à part entière au sein de l'école des arts dramatiques de Londres. Enthousiasmé, il parvient à convaincre son père de financer ses études.
Lorsque la Seconde Guerre mondiale éclate, il doit quitter Londres pour l'Irlande où il s'adonne au théâtre en jouant des pièces dans le Comté de Tipperary. Toutefois, il est incorporé dans la Royal Air Force, où il sert comme aviateur avant de finir la guerre avec le grade d'officier. Il est promu lieutenant d'aviation en 1945, avant d'être démobilisé en 1947.
Après la guerre, il renoue avec la scène et commence sa carrière au cinéma avec le film Radio Cab Murder en 1954. Mais il se fait surtout connaître en Angleterre pour ses rôles comiques, qui deviennent peu à peu son répertoire de prédilection. Il participe à plusieurs émissions télévisées humoristiques, comme, Le Benny Hill Show.
En outre, il joue dans de nombreuses séries britanniques classiques, comme Hancock (Le Don du Sang) en 1964, The Early Bird (1965), The Bed Sitting Room (1969), Some Will, Some Won't (1970) et No Sex Please, We're British (1971).
La célébrité vient avec la sitcom comique Are You Being Served?, diffusée sur la BBC entre 1972 et 1985. Son visage devient alors très connu en Grande-Bretagne, notamment grâce à son rôle du Capitaine Stephen Peacock, gérant guindé d'un magasin de détail et héros autoproclamé de la Guerre du désert contre les troupes allemandes de Rommel. Son rôle est tellement apprécié, qu'il le reprend dans la série Grace & Favour, qui fait suite à la précédente.
En 1980, il rejoint John Cleese dans l'équipe de production de La Mégère apprivoisée (The Taming of the Shrew) de William Shakespeare. En 1984, il joue le rôle de Sir John Treymane dans la comédie musicale Me and My Girl et voit sa performance récompensée par l'attribution d'un Olivier Award.
En 1997, il est à nouveau remarqué sur le petit écran en interprétant Herbert 'Truly' Truelove, un policier à la retraite, dans la série Last of the Summer Wine.
Frank Thornton s'éteint à son domicile de la banlieue londonienne de Barnes le 16 mars 2013, âgé de 92 ans. Il est inhumé dans St. Paul's Churchyard à Londres.

## Filmographie

### Années 1950
- 1954 : Radio Cab Murder : Ins. Finch
- 1955 : Stock Car : Docteur
- 1955 : The Granville Melodramas (série télévisée) : Geoffrey Ware (épisode The Silver King)
- 1956 : Johnny You're Wanted
- 1956 : Call Back Yesterday : pianiste
- 1956 : Portrait of Alison : photographe de la police
- 1956 : Cloack Without Dagger : Mr. Markley
- 1957 : Dixon of Dock Green (série télévisée) : PC Cox (épisode The New Skipper)
- 1958 : La Bataille des V1 : scientifique britannique (non crédité)
- 1959 : William Tell (série télévisée) : Heinburgher/collecteur de taxes (épisodes The Surgeon' et Landslide)
- 1959 : The Men from Room 13 (série TV) : le deuxième gardien (épisode The Man Who Watched Birds: part 1)
- 1959-1960 : The Four Just Men (série télévisée) : gendarme, Actionnaire, gérant d'hôtel

### Années 1960
- 1960 : The Tell-Tale Heart : barman (non crédité)
- 1961 : Destination danger (série télévisée) : Pepe/Capitaine de la police (épisodes The Hired Assassin et Find and Return)
- 1961 : The Impersonator : Sergent de police (non crédité)
- 1961 : Hancock (série télévisée) : premier patient (épisode The Blood Donor)
- 1961 : Chapeau melon et bottes de cuir : Sir William Bonner (épisode Death on the Slipway)
- 1961 : La Victime : George, l'assistant d'Henry (non crédité)
- 1961 : Our House (série télévisée) : (épisode Vote for Georgina)
- 1961 : The Rag Trade (série télévisée) : Mr. Davis (épisode Early Start)
- 1961 : Citizen James (série télévisée) : Agent du Ministère (épisode Crusty Bread)
- 1962 : It's Trad, Dad ! : directeur de télévision
- 1962 : The Cheaters (série télévisée) : (épisode  A Hood from Canada)
- 1962 : Tarnished Heroes : officier de tranchée
- 1962 : Suspense (série télévisée) : Détective Gwilliam (épisode Needle Point)
- 1962 : The Odd Man (série télévisée) : assistant de secrétariat (épisode The House of D'Arblay)
- 1962 : Hugh and I (série télévisée)
- 1962 : The Dock Brief : photographe du mariage
- 1960 - 1962 : It's a Square World : Plusieurs personnages
- 1963 : Benny Hill (série télévisée) : John Kenwood/Frindyke/Korsikoff (épisodes The Visitor et The Vanishing Man
- 1963 : The Wild Affair : Manager
- 1963 : ITV Play of the Week (série télévisée) : Richard Acton Hicks/Brigadier Gen. Lloyd/ Gerald Thornton
- 1963 : Ce sentimental M. Varela (série télévisée) : tailleur (épisode The Scroll of Islam)
- 1963 : Doomsday at Eleven : annonceur de la BBC
- 1964 : The Villains (série télévisée) : Fowler (épisode Time)
- 1964 : The Dickie Henderson Show : (épisode The Job)
- 1964 : The Comedy Man : le producteur (non crédité)
- 1964 : La Tombe de Ligeia : Peperel
- 1965 : Frankie Howerd (série télévisée)
- 1964 - 1965 : HMS Paradise (série télévisée) : Commandant Fairweather
- 1965 : Six Shades of Black (série télévisée) : Mr. Inchcape-Lewis (épisode A Loving Disposition)
- 1965 : The Man in Room 17 (série télévisée) : Inspecteur Bascombe (épisode The Bequest)
- 1965 : The Big Job : banquier
- 1965 : The Early Bird : le docteur ivre
- 1965 : The Murder Game : annonceur à la radio
- 1965 : Gonks Go Beat : Mr. A&R
- 1966 : The Liars (série télévisée) : Alvardo
- 1966 : Coronation Street (série télévisée) : Danny Roach
- 1966 : Carry on Screaming! : Mr. Jones
- 1966 : Le forum en folie : Roman Sentry
- 1966 : Lucy in London
- 1967 : Harry Worth (série télévisée) : Inspecteur Wallace (épisode A Policeman's Lot)
- 1967 : Danny the Dragon : Sergeant Bull
- 1968 : City 68 (série télévisée)
- 1968 : 30 Is a Dangerous Age, Cynthia : le greffier
- 1968 : If There Weren't Any Blacks You'd Have to Invent Them : l'entrepreneur
- 1968 : Un amant dans le grenier : Manager d'usine
- 1968 : La puce à l'oreille : Charles the Butler
- 1968 : Inside George Webley (série télévisée)
- 1969 : Till Death Us Do Part
- 1969 : Les Champions (série télévisée) : Clerk (épisode The Night People)
- 1969 : Assassinats en tout genres : victime de l’ascenseur
- 1969 : Thicker Than Water (série télévisée) : Ted Rumbold (épisode The Fixer)
- 1969 : Crooks and Coronets : Cyril
- 1969 : L'Ultime garçonnière
- 1968-1969 : The World of Beachcomber (série télévisée)
- 1969 : Mr. Digby Darling (série télévisée) : Mr. Skidmore (épisode  The Man of Her Life)
- 1969 : The Magic Christian : l'inspecteur de police (non crédité)
- 1969 : The Morecambe & Wise Show (série télévisée) : Richards

### Années 1970
- 1970 : Some Will, Some Won't: Manager d'hôtel
- 1970 : The Troubleshooters (série télévisée) : le journaliste (épisode Camelot on a Clear Day)
- 1970 : The Other Reg Varney : plusieurs personnages
- 1970 : A Cuckoo in the Nest : Claude Hickett MP
- 1970 : La Vie privée de Sherlock Holmes : Porter
- 1970 : She Follows Me About : Meevor
- 1970 : L'Autobus à impériale (série télévisée) : Mr Parsons (épisode Robbie the Robot)
- 1970 : The Rise and Rise of Michael Rimmer : Tom Stoddart
- 1970 : All the Way Up : Mr. Driver
- 1971 : Some Matters of Little Consequence
- 1971 : And Mother Makes Three (série télévisée) : vendeur (épisode Birthday Bike)
- 1971 : From a Bird's Eye View (série télévisée) : Spinks (épisode Home Is Where The Heart Is)
- 1971 : Scott On... (série télévisée)
- 1971 : Bachelor Father (série télévisée) : Vicar (épisode Woman About the House)
- 1971 : Up the Chastity Belt : le maître de cérémonie
- 1972 : Our Miss Fred : colonel britannique
- 1972 : Love Thy Neighbour (série télévisée) : le barman
- 1972 : Sykes (série télévisée) : Dr. Taplow (épisode Dream)
- 1972 : The Reg Varney Revue (série télévisée)
- 1972-1985 : Are You Being Served? (série télévisée) : Capitaine Stephen Peacock
- 1973 : No Sex Please, We are English ! : Manager du magasin de lunettes
- 1974 : Les temps sont durs pour Dracula : Mr. King
- 1974 : Crown Court : Professeur McIver (épisode A Case of Murder : part 1)
- 1974 : La Chute des aigles : Prince Albert
- 1975 : Shades of Greene (série télévisée) : Révérend Simon Milan (épisode When Greek Meets Greek)
- 1975 : Side by Side : Inspecteur Crumb
- 1976 : Chapeau melon et bottes de cuir : Roland (épisode House of Cards)

### Années 1980
- 1980 : The Taming of the Shrew
- 1981 : The Gentle Touch (série télévisée) : Leo (épisode Right of Entry)
- 1987 : T-Bag and the Revenge of the T-Set : William Wagadaggar (épisode The Bard)

### Années 1990
- 1991 : Great Expectations : Mr. Trabb
- 1992-1993 : Grace & Favour (série télévisée) : Capitaine Stephen Peacock
- 1995 : The Upper Hand (série télévisée) : Révérend Hale (épisode The Wedding)
- 1997-2010 : Last of the Summer Wine (série télévisée) : Herbert 'Truly' Truelove

### Années 2000 - 2013
- 2001 : Casualty (série télévisée) : Edward Gutheridge (épisode Heroes and Villains)
- 2001 : Out of the Black : Philip Hart
- 2001 : Gosford Park : Mr. Burkett
- 2003 : Doctors (série télévisée) : Gerard Mears (épisode A Soldier's Lot)
- 2004 : Holby City (série télévisée) : Douglas Archer (épisode We'll Meet Again)
- 2012 : Run for Your Wife : homme descendant du bus